# Prostaglandine E1
La prostaglandine E1 (PGE1) est un acide gras eicosanoïde faisant partie de la famille des prostaglandines. Les recherches menées par les sciences pharmaceutiques sur les effets vasodilateteurs de cette molécule ont abouti à la mise au point d'un médicament (commercialisé sous le nom générique Alprostadil) approuvé pour le traitement de l'impuissance sexuelle chez l'homme.

## Applications médicales

### Impuissance sexuelle
- La prostaglandine E1 est vendue aux États-Unis sous le nom de marque Muse. On la distribue également comme Caverject et Edex. Chez Muse, elle se présente sous la forme d'un suppositoire pénien à insérer dans l'urètre, dix minutes au moins avant qu'on ait besoin d'être en érection. Caverject et Edex ont eux aussi une action rapide, mais ils sont à injecter directement dans le corps caverneux du pénis. L'alprostadil a la réputation d'agir sur la dysfonction érectile pendant 30 à 60 minutes. Ce médicament, venant après le sildénafil (Viagra), n'a pas réussi à obtenir une part de marché comparable aux États-Unis, peut-être en partie à cause de la méthode d'administration, trop invasive.
- Il peut également être vendu sous le nom de Vitaros qui contient 300 mg d'alprostadil dans 100 mg de crème. Il se présente sous forme d'une crème et s'applique directement dans l'entrée de l'urètre. Il augmente le flux sanguin dans les corps caverneux par une relaxation des muscles lisses et une dilatation des artères caverneuses. Vitaros est disponible depuis le 1er juin 2015 en pharmacie en France et est remboursée par la sécurité sociale sur avis médical[2].
- NexMed met au point des formulations transdermiques : Alprox-TD pour les hommes atteints de dysfonctions érectiles et Femprox pour trouble du désir sexuel chez la femme. Alprox-TD est en vente en Chine et à Hongkong depuis octobre 2001 et avril 2002, respectivement. Deux études de phase III ont été menées jusqu'au bout pour ce produit, et la société cherche à obtenir l'approbation réglementaire aux États-Unis, au Canada et en Europe.

### Autres utilisations
On utilise également l'aprostadil pour maintenir la persistance du canal artériel chez le fœtus. C'est utile surtout quand ce canal menace de se fermer prématurément.

## Divers
Elle fait partie de la liste des médicaments essentiels de l'Organisation mondiale de la santé (liste mise à jour en avril 2013).